# 蔣幹
蔣 幹（しょう かん、生没年不詳）は、中国後漢末の人物、曹操配下。字は子翼。『三国志演義』の「赤壁の戦い」において孫権軍の周瑜の計略の操り人形にされてしまうことが知られているが、史書ではわずかな記録しか残っていない。

## 事跡
『三国志』「周瑜伝」注に引く『江表伝』（既に散逸）によると、揚州九江郡（現在の江西省九江市）の出身で、立ち居振る舞いに優れ、優れた弁舌を以て知られていた。そのために、曹操の招聘を受けて仕官した。また、故郷が近いこともあって孫権に仕える周瑜とは顔見知りであり、その縁から周瑜を高く評価する曹操により彼を密かに引き抜くように命ぜられた。蔣幹は供も連れず、庶民の衣服のまま揚州に赴き、周瑜に面会した。しかし、周瑜は蔣幹の訪問の目的を既に察知しており、厚くもてなすと共に自らの孫権への忠誠を強調した。蔣幹はそれを素直に認めて、何も申し出ることなく去った。

## 物語中の蒋幹
小説『三国志演義』においては、このエピソードを膨らませて赤壁の戦いの一場面として演出している（『江表伝』には蒋幹の周瑜への説得の時期は示されていない）。『演義』においては、蔣幹は説客として周瑜を登用する目的を持ちつつ、孫権軍の情報を盗み出す諜報官の役割も担って潜入するが、逆にそれを見抜いた周瑜に偽手紙を掴まされてしまい、その偽手紙を信じた曹操によって、水軍の将軍である蔡瑁らが処刑されてしまう。北方軍主体の曹操軍には荊州出身の蔡瑁らのほかに水軍に長じた将がおらず、また偶然の遭遇を装った龐統の策にはまり、欺かれたりしたりと散々な目に遭う人物として扱われている。そしてこれが赤壁の敗北の大きな原因の一つになってしまった。『三国志平話』では、赤壁の敗戦の責任を取らされて自軍の将兵に殺されている。